# Entedon secundarius
Entedon secundarius är en stekelart som först beskrevs av Masi 1929.  Entedon secundarius ingår i släktet Entedon och familjen finglanssteklar. Inga underarter finns listade i Catalogue of Life.